# Zarcinia ghorella
Zarcinia ghorella is een vlinder uit de familie van de Galacticidae. De soort is voor het eerst wetenschappelijk beschreven als Bahrlutia ghorella door Hans Georg Amsel in een publicatie uit 1935.
De soort komt voor in Israël.